# Kirchenanlage Maria Wörth

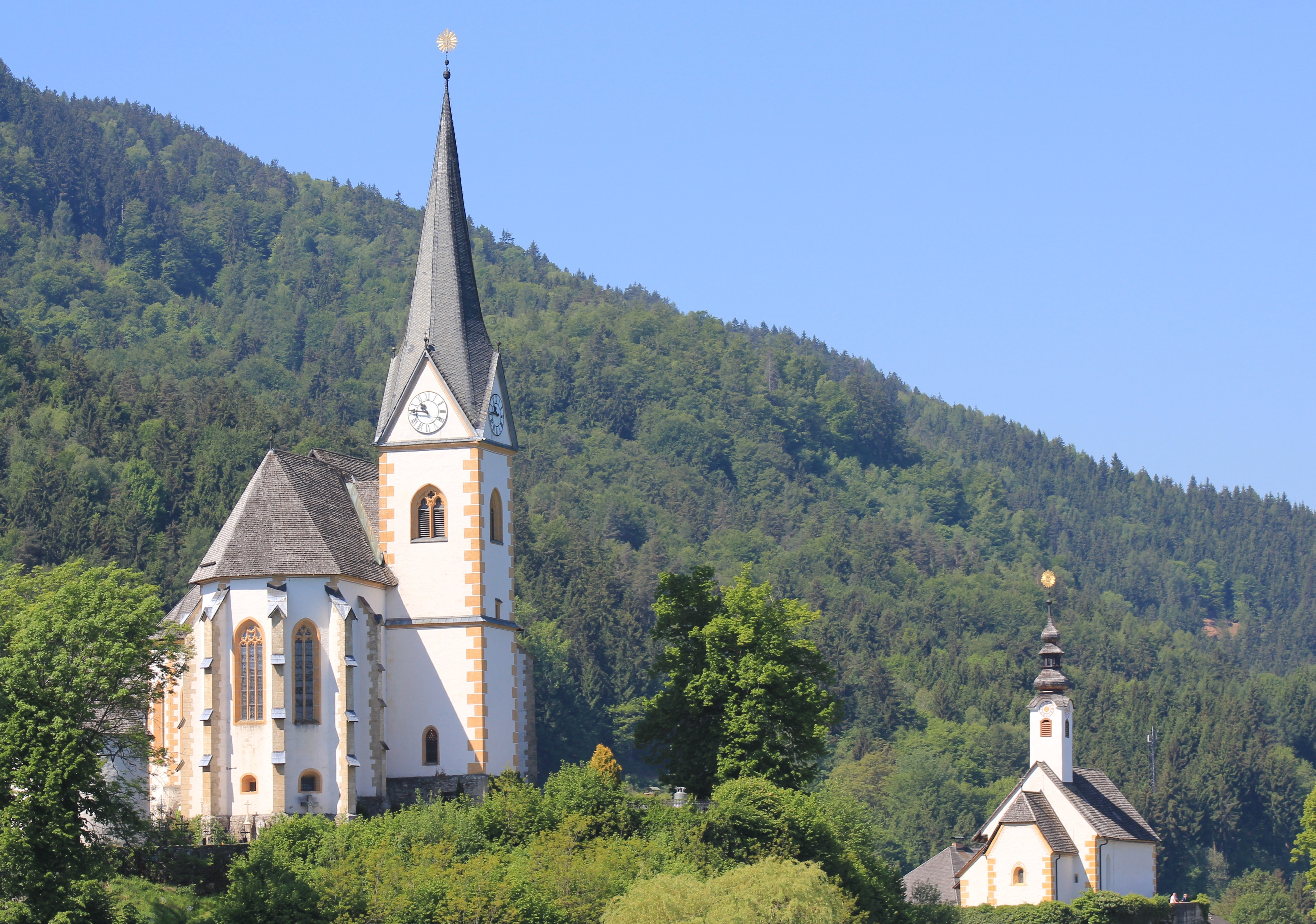
Maria Wörth

Die Kirchenanlage Maria Wörth setzt sich aus der Pfarr- und ehemaligen Stiftskirche, der kleineren Winterkirche, einem romanischen Karner sowie den Friedhöfen und den drei Kirchhofportalen zusammen. Sie steht auf einer felsigen Halbinsel am Wörthersee, die bis 1770 eine Insel war, bis infolge von Aufschüttungen und des Absinkens des Wasserspiegels eine Verbindung zwischen der Kircheninsel und dem Festland entstand. Das Patrozinium der Pfarrkirche ist Mariä Himmelfahrt.

## Geschichte
Der Ort „Uueride“ kam zwischen 875 und 883 in den Besitz des Bistums Freising. Hier wurde im Zuge der Slawenmission des Klosters Innichen eine Urpfarre und ein Missionszentrum für Kärnten geschaffen. Eine erstmals 894 urkundlich erwähnte Kirche wurde unter Bischof Waldo von Freising errichtet. Die Überführung der Reliquien der Kirchenpatrone Primus und Felicianus aus Rom erfolgte zu einem unbekannten Zeitpunkt. Um 1146 wurde von Bischof Otto von Freising ein Kollegiatstift mit einem Propst und fünf, später sechs Kanonikerpfründen begründet. Dies könnte der Anlass für den Neubau der Kirche gewesen sein, die 1155 geweiht wurde. 1399 beschädigt ein schwerer Brand die Kirche. Nachdem Maria Wörth zu einer Sinekure, einer Pfründe ohne Amtsgeschäft, herabgesunken war, übergab Kaiser Maximilian I. 1529 die Kirche dem Georgsritterorden in Millstatt. 1598 wurde sie von den Grazer Jesuiten übernommen. Mit der Übergabe an den Jesuitenorden hörte die zweitälteste Propstei in Kärnten zu bestehen auf, da die Jesuiten keine derartigen Einrichtungen kannten. Als 1773 Papst Klemens XIV. den Jesuitenorden verboten hatte, wurde Maria Wörth eine weltliche Pfarre, die 1808 dem Patronat der Benediktiner von Sankt Paul unterstellt wurde. 1973 erfolgte eine Außenrestaurierung, 1991 wurde die spätgotische Architekturpolychromie wiederhergestellt.

## Pfarrkirche

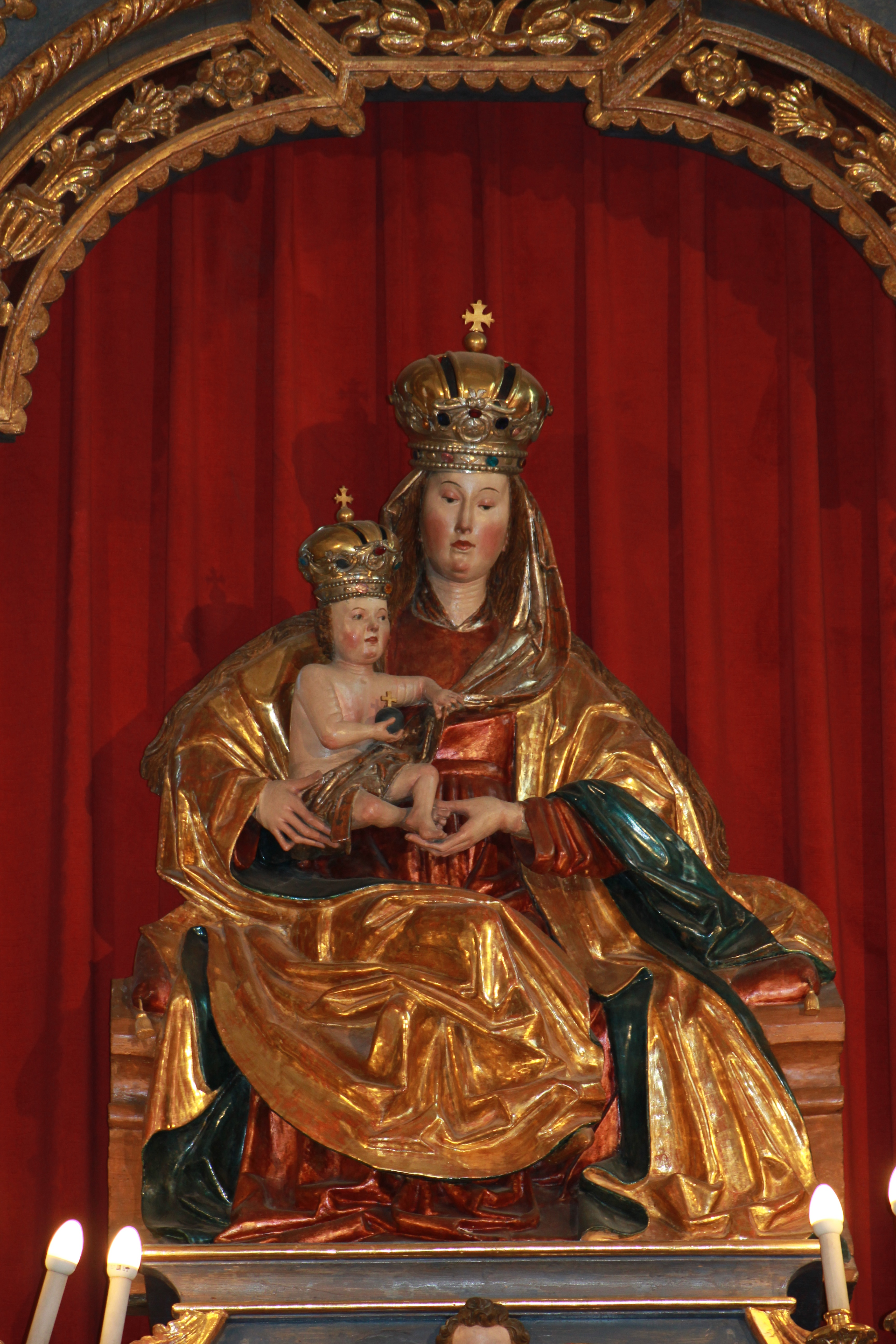
Gnadenbild des Hochaltars

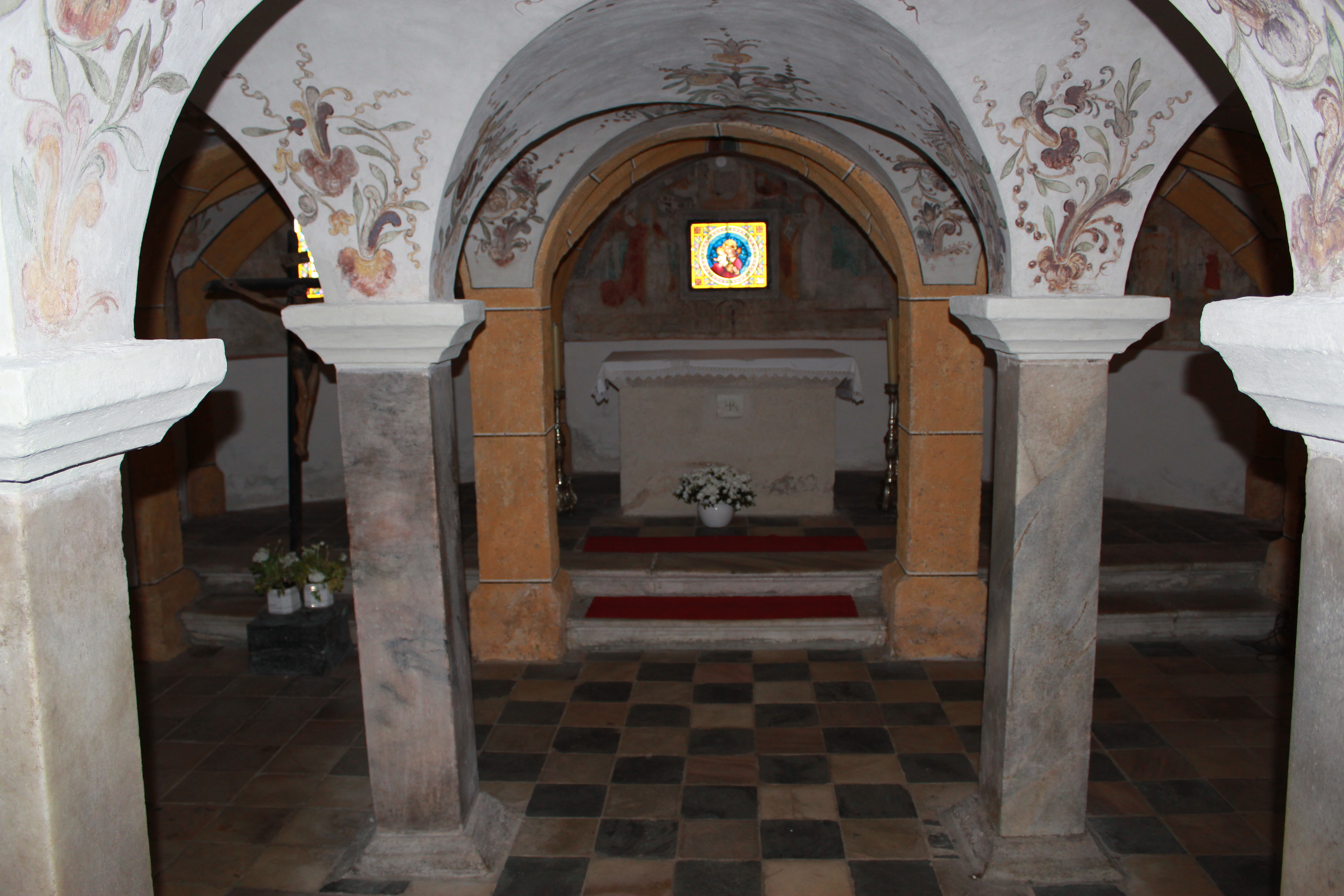
Krypta

### Bauwerk
Der Kirchenbau besteht aus einem schlanken Nordturm, einem hohen quadratischen Langhaus mit Holzschindelwalmdach und einem niedrigeren Chor mit 5/8-Schluss über einer romanischen, im 14. bis 15. Jahrhundert erneuerten Krypta. Südlich ist ein Nebenchor und eine Sakristei angebaut. Der schlanke Turm mit Giebeln besitzt zweiteilige Maßwerkfenster und wird von einem Spitzhelm bekrönt. Die Glocken wurden 1640 von Georg Seiser gegossen.
Der Chor und die Seitenwände des Langhauses werden von mehrfach gestuften Strebepfeilern gestützt. An der geschlossenen Westwand befindet sich ein großes Christopherusfresko aus dem Jahre 1658 und an der Südwand Reste eines 1930 restaurierten Ölbergfreskos mit der Jahreszahl 1521.
An der Nordseite des Langhauses steht ein rundbogiges gotisches Portal. Betreten wird die Kirche aber durch das Südportal. Dieses um 1150 entstandene romanische Rundbogenportal mit würfelförmigen Kapitellen und steilen Basen besteht aus Marmor und hat einen offenen überdachten Vorbau. Rechts vom Portal ist eine Opfernische mit der Relieffigur des heiligen Primus, einem Steinmetzzeichen und der Jahreszahl 1540 eingelassen.
Das zweischiffige und zweijochige Hallenlanghaus ist durch starke Rundpfeiler in ungleicher Breite getrennt. Im Westteil wurde das Langhaus besonders im Gewölbe im 17. Jahrhundert stark verändert.
Der zweijochige Hauptchor ist durch die darunter befindliche Krypta um sechs Stufen erhöht. Über dem Chor erstreckt sich ein gotisches Sternrippengewölbe in geknickter Reihung mit bemalten Schlusssteinen, das auf profilierten Runddiensten ruht. Die hohen zwei- und dreiteiligen Maßwerkfenster sind mit Fenstergläsern von 1893 ausgestattet.
Über den südlichen Nebenchor spannt sich ein Netzrippengewölbe, im Turmerdgeschoß, das als Taufkapelle verwendet wird, ein Vierrautengewölbe. Die mit zierlichem Rippennetz unterwölbte Fensternische im Turmerdgeschoß war ursprünglich zur Aufnahme eines Altärchens oder einer Statuette bestimmt.
Die Orgelempore ist mit Korb- und Rundbögen unterwölbt und besitzt eine reliefierte Brüstung aus Stein.
Unter dem Hauptchor befindet sich die dreijochige Hallenkrypta mit gratigem Kreuzgewölbe auf Marmorpfeilern mit quadratischem Grundriss bzw. Wandpilastern. An den Wänden der Krypta sind die Fresken aus dem 15. Jahrhundert nur schlecht erhalten, die Rankenmuster im Gewölbe wurden im 17. Jahrhundert hinzugefügt.

### Einrichtung

#### Hochaltar
Der blau-gold-gefasste Hochaltar stammt aus dem Jahre 1658 und birgt in der Mittelnische eine um 1460 geschaffene spätgotische Gnadenstatue einer thronenden Maria mit Kind, die außen von den Statuen der Kirchenpatrone Primus und Felician umgeben sind. Das Aufsatzbild stellt die Krönung Mariens dar und wird von den Statuen der Heiligen Katharina und Barbara flankiert. Den Abschluss des Altares bildet ein IHS-Symbol zwischen den Jesuitenheiligen Ignatius und Franz Xaver.

#### Kanzel

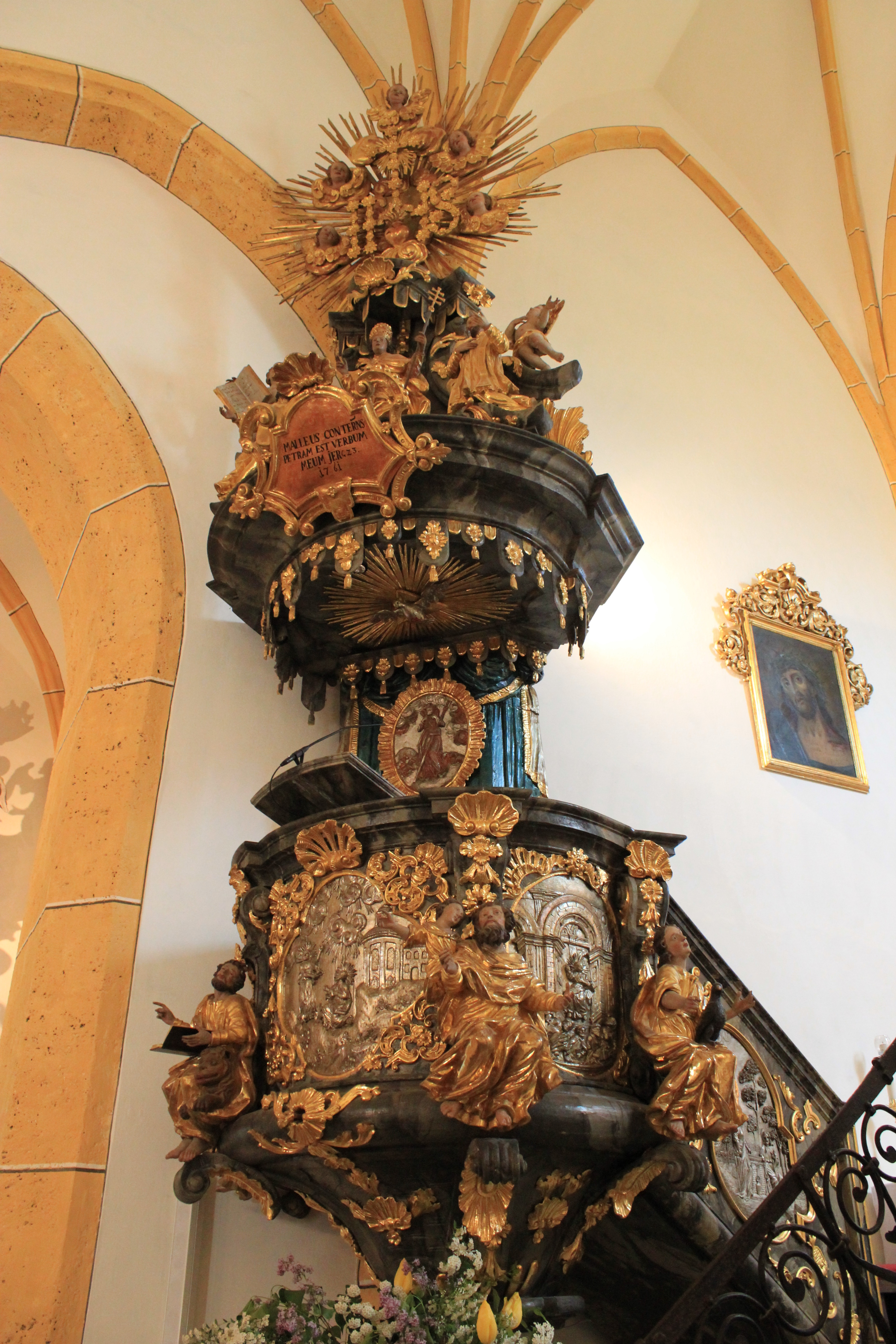
Kanzel

Ein Höhepunkt barocker Schnitzarbeit ist die reich ausgestattete Kanzel von 1771. Sie befand sich ursprünglich an der Nordwand, wo der Zugang durch eine Treppe mit Brüstung erfolgte, die sich um den Pfeiler wand. Heute steht die Kanzel an der Nordseite des Chores und ist durch die Treppe zum Chor erreichbar. Die Reliefs an der Kanzelbrüstung stellen den zwölfjährigen Jesus im Tempel (Lk 2,41-52 ), die Himmelfahrt Christi und die Schlüsselübergabe an Petrus dar. Auf Wülsten an der Brüstung sitzen die vier Evangelisten. Das ovale Relief an der Kanzelrückwand zeigt Christus als Guten Hirten. Auf dem Schalldeckel steht Papst Paul III., der die knienden Franz Xaver und Ignatius aussendet. Von den beiden dahinter schwebenden Putten hält einer ein geöffnetes Buch. Bekrönt wird der Schalldeckel von einem IHS-Zeichen mit einem von Putten besetzten Strahlenkranz. Auf einer Kartusche am Schalldeckel stehen die Worte „MALLEUS CONTERENS PETRAM EST VERBUM MEUM JER 23 1761“. Dieses Zitat aus Jeremias 23,29 heißt übersetzt: „Wie ein Hammer, der Felsen zerschmettert, ist mein Wort“. An der Schalldeckelunterseite ist eine plastisch ausgeführte Heiligengeisttaube im Strahlenkranz angebracht.

#### Weitere Einrichtung
An der Chornordwand hängt ein Muttergottesgnadenbild im Stil der italienischen Trecentomalerei mit barockem Rahmenaufsatz. Laut Inschrift wurde es 1469 von Propst Vorchtenau gestiftet und von Papst Paul II. geweiht.
Am nördlichen Chordienst steht auf einer Konsole die Statuette eines knienden Stifters mit Wappen vom Anfang des 16. Jahrhunderts. An der Chorsüdwand hängt ein Ovalbild des heiligen Josef mit Kind in reichem barockem Rahmen aus der Mitte des 18. Jahrhunderts. Der Tabernakel stammt ursprünglich aus der Kirche Sankt Anna bei Reifnitz und wurde 1995 restauriert.
Im südlichen Seitenchor steht ein achtseitiges Marmortaufbecken aus dem Jahre 1682, das aus Millstatt transferiert wurde. Die Engel am Holzaufsatz stellen Vergänglichkeitssymbole dar. An der Schildwand ist der Totenschild des 1530 verstorbenen Ulrich Peuscher von Leonstein und seiner Frau Elisabeth Waldekh angebracht.
An der Westwand der Taufkapelle hängen zwei spätgotische Tafelbilder, die ursprünglich von einem Flügelaltar stammen, darauf sind die Kirchenlehrer Hieronymus und Gregor abgebildet. Darunter befindet sich ein mit 1647 bezeichnetes Votivbild, das aus Anlass der Errettung von einem Floßunglück auf der Drau gestiftet worden war.
An der Nordwand ist der um 1740 gefertigte Kreuzaltar mit einem spätgotischen Kruzifix angebracht. Über dem Kreuz schweben Gottvater, der Heilige Geist und zahlreiche Putten. Unter dem Kreuz sitzt eine von sieben Schwertern durchbohrte Muttergottes.
Der sehr schlanke südliche Seitenaltar aus der Mitte des 18. Jahrhunderts birgt eine Herz-Jesu-Statue von Konrad Campidell und die barocken Schnitzfiguren der Kirchenpatrone.
Die Figur des heiligen Andreas an der westlichen Kirchenrückwand ist ein Fragment eines Altares aus der Mitte des 18. Jahrhunderts. Auf einer volkstümlichen Tragestange steht eine frühbarocke Schutzmantelmadonna.

## Winterkirche

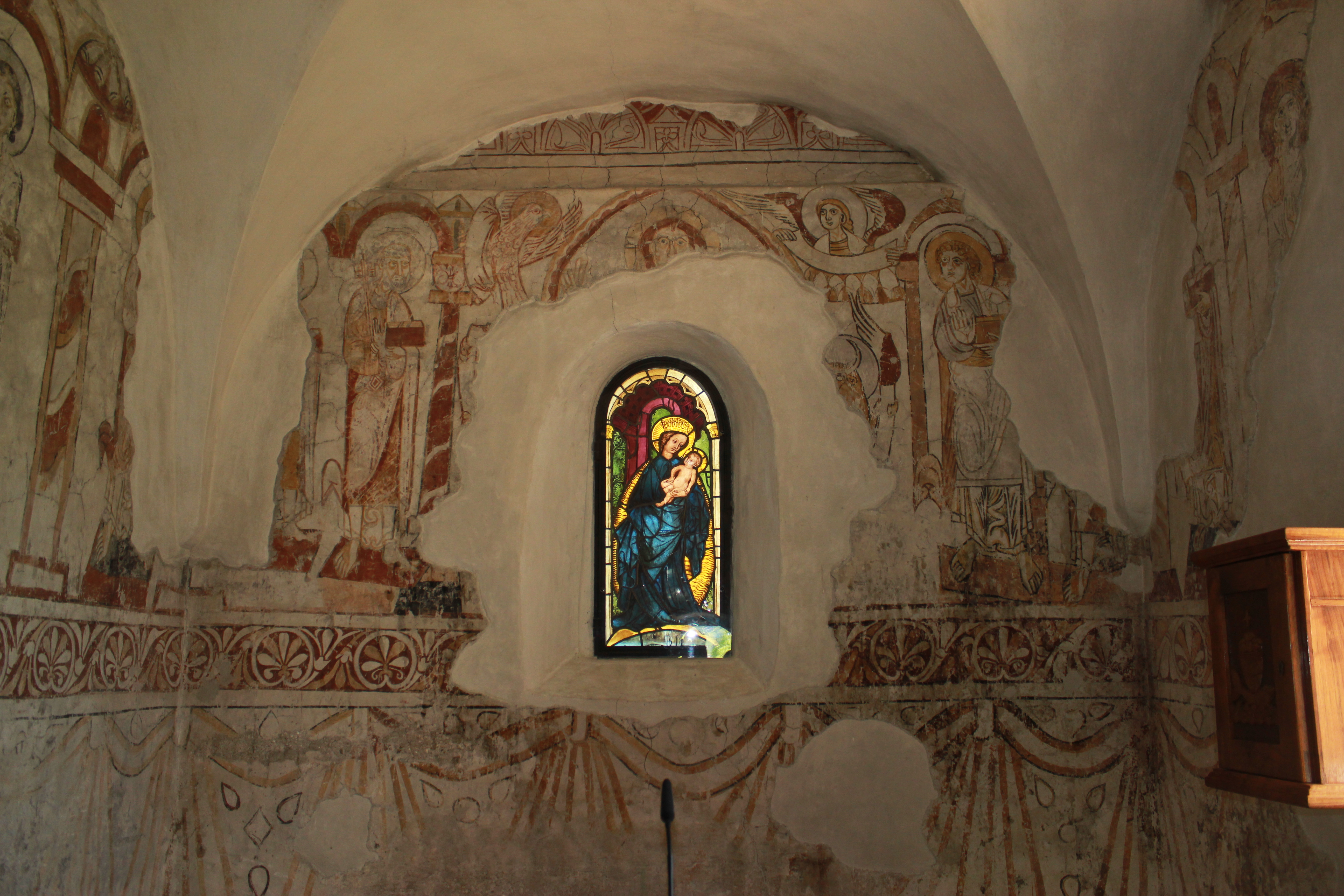
Chor mit Marienfenster und Fresken

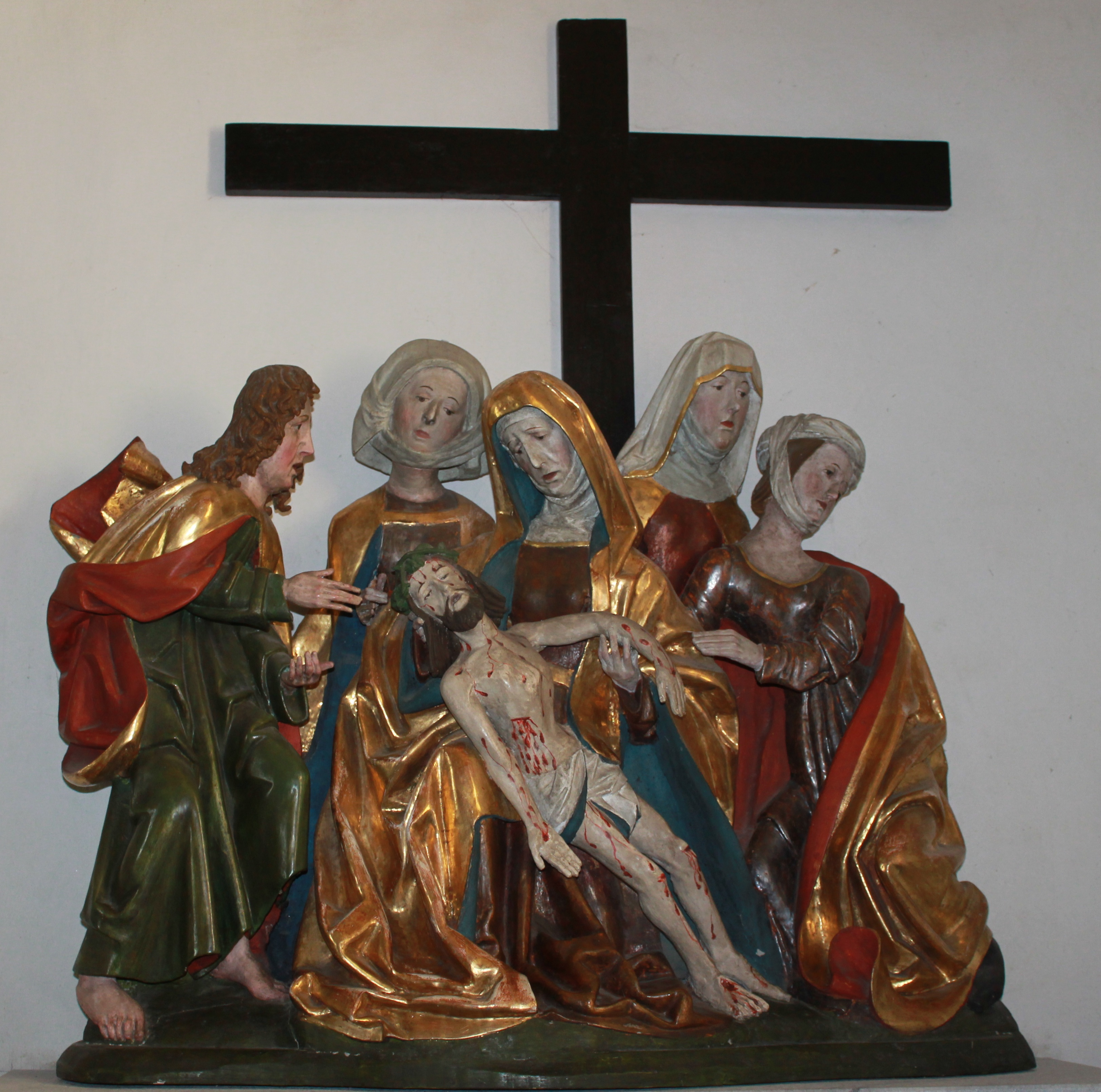
Beweinungsgruppe

Die Winter- oder Rosenkranzkirche ist westlich der Pfarrkirche etwas tiefer gelegen. Sie ist wahrscheinlich die 1155 von Bischof Roman von Gurk geweihte Marienkirche. Den Namen „Winterkirche“ bekam sie, da die Jahrestage der Heiligen, die in ihr verehrt wurden, in den Winter fielen.
Der Kirchenbau setzt sich aus Langhaus, eingezogenem Rechteckschor mit östlichem Dachreiter und einem südlich anschließenden Kapellenraum zusammen. Die kleine, ursprünglich flach gedeckte Chorquadratkirche wurde Anfang des 16. Jahrhunderts mit gratigem Kreuzgewölbe versehen. Die unterwölbte Opfernische rechts vom Portal ist mit 1524 bezeichnet. Aus gotischer Zeit stammen auch Fensterausbrüche und die Kapellen- und Sakristeianbauten. Im Dachreiter mit barocken Zwiebelhelm hängt eine Glocke aus dem 14. Jahrhundert.
Die Wandmalereien im Chorquadrat aus dem vierten Viertel des 12. Jahrhunderts wurden 1895 freigelegt und 1969 restauriert. Sie zeigen einen thronenden Pantokrator in einer Mandorla und zwölf Apostel in türmchenbekrönten Arkaden mit breitem Palmettenornamentband und Vorhangssockel. Im Zuge der Restaurierung wurden an der Nordwand des Schiffes und an der nördlichen Triumphbogenwand weitere Fresken aufgedeckt. Bei diesen im zweiten Viertel des 14. Jahrhunderts gemalten Fresken handelt es sich um Heiligendarstellungen mit ornamentalem Sockelstreifen und Reste einer Inschrift sowie ein Kruzifix mit Astkreuz in der Fensterlaibung. Das Glasgemälde im Chorostfenster mit einer Maria mit Kind wurde um 1420/1430 gefertigt, die spitzbogigen Fenster 1898. An der Kirche ist ein römerzeitliches Inschriftenfragment angebracht.

### Einrichtung
Nach der Restaurierung 1996 wurden an der Nordseite drei aus dem 17. Jahrhundert stammende Altäre wieder aufgestellt. Sie bestehen aus gleichartigen Säulen- bzw. Pilasterretabeln mit Sprenggiebelnaufsätzen und verschieden geformten und gerahmten Oberbildern. Dargestellt sind am ersten Altar die Statuen der Heiligen Apollonia und Lucia sowie im Oberbild die heilige Agatha, am zweiten die gotische Skulptur des heiligen Valentin und im Oberbild die Heiligengeisttaube. Am dritten Altar steht die gotische Statue des heiligen Nikolaus, das Oberbild zeigt die Madonna.
In der Südkapelle ist ein Altar mit reichem Wandretabel mit seitlichem fleischigen Akanthusranken aufgestellt. Auf ihm steht die Figur des heiligen Nepomuk und im Oberbild ist wieder die Heiligengeisttaube dargestellt.
Auf der linken Seite der Triumphbogenwand steht eine Muttergottesstatue aus der ersten Hälfte des 15. Jahrhunderts, auf der gegenüberliegenden Seite eine um 1500 geschaffene spätgotische Beweinungsgruppe. In der südlichen Kapelle befindet sich ein frühgotischer Paramentschrank mit Beschlägen.

## Karner
Der 1279 geweihte spätromanische Karner steht östlich der Pfarrkirche und ist den Heiligen Katharina, Elisabeth und Magdalena geweiht. Der zweigeschoßige Rundbau wird von einem Kegeldach bedeckt und besitzt ein gotisches Portal aus dem 16. Jahrhundert mit einem schmiedeeisernen Gitter aus dem Jahre 1742. Die aus dem Bau nur wenig herausragender Apsis ruht auf einer sich nach unten verjüngenden abgetreppten Konsole. Das gewölbte Untergeschoß dient noch immer der Nachbestattung, das Obergeschoß wird als Aufbahrungshalle verwendet.

## Kirchenportale
Zur Pfarrkirche führt ein mit der Jahreszahl 1687 bezeichnetes Portal mit überdachter Treppe. Am Portal mit abgefasstem Steingewände sind in drei bemalten Nischen eine Madonna mit Kind und die Heiligen Primus und Felicianus abgebildet.
Zur Winterkirche führen zwei rundbogige Portale mit schindelgedeckten Satteldächern und mit je einer Nische in der Giebelwand. Am westlichen Portal von 1702 sind eine Madonna, eine Heiligengeist-Taube sowie die Heiligen Nikolaus und Valentin dargestellt. Das östliche zeigt neben einem Marienmonogramm und Ranken ein Chronogramm von 1705.

## Pfarrhof
Der Pfarrhof ist südwestlich unterhalb der Kirchengruppe gelegen. Das 1856–1862 erbaute Gebäude mit Attikageschoß und Walmdach besitzt eine einfache Putzgliederung mit Gesimsbändern, Ecklisenen und Fensterfaschen.